# 26. април
26. април (26.04) је 116. дан у години по грегоријанском календару (117. у преступној години). До краја године има још 249 дана.

## Догађаји
- 1532 — У походу на Беч турска војска под командом султана Сулејмана II ушла у Мађарску.
- 1607 — Капетан Џон Смит у Кејп Хенри у Вирџинији довео прве колонисте који су основали прво стално британско насеље у Северној Америци.
- 1717 — У олуји код Масачусетса потонула гусарска галија Уида са око четири тоне злата.
- 1828 — Русија објавила рат Турској у знак подршке Грчкој у борби за независност.
- 1915 — Италија је тајно потписала Лондонски споразум с Великом Британијом, Русијом и Француском и, у Првом светском рату, прешла на страну сила Антанте уз обећање да ће добити Тирол, Трст, Горицу, Истру, делове Далмације и Албаније.
- 1933 — Основана је тајна полиција нацистичке Немачке, Гестапо.
- 1937 — Луфтвафе је бомбардовао Гернику током Шпанског грађанског рата.
- 1942 — У највећој несрећи у историји рударства, у кинеском руднику угља у Бенксију, тада под окупацијом Јапана, погинуло најмање 1.540 људи.
- 1945 — Ухапшен маршал Анри Филип Петен, шеф француског колаборационистичког режима, са седиштем у Вишију, у Другом светском рату. Осуђен на смрт због издаје, али му је због ранијих заслуга и старости казна преиначена у доживотну робију.
- 1945 — Је одржано треће и последње засједање Земаљског антифашистичког вијећа народног ослобођења Босне и Херцеговине (ЗАВНОБиХ) у Сарајеву.
- 1954 — У Женеви почела конференција о Индокини којом је окончана француска доминација у том делу света. САД нису прихватиле резултате скупа, па је у јуну 1954. диктатор Нго Дин Зјем, уз подршку САД, постао премијер Јужног Вијетнама.
- 1962 — Британија лансирала први сателит "Ариел I".
- 1964 — Тангањика, Занзибар и Пемба основале Уједињену Републику Тангањике и Занзибара, која је 29. октобра 1964. променила назив у Танзанија.
- 1986 — Експлодирао је четврти блок нуклеарне електране Чернобиљ изазвавши најтежу радиоактивну несрећу у историји.
- 1994 — У Јужној Африци одржани први избори на којима су учествовали и црнци и белци, а који су означили крај режима апартхејда.
- 1999 — Током ваздушних удара НАТО на Југославију Европска унија забранила улазак у земље-чланице Уније председнику Југославије Слободану Милошевићу, члановима његове породице, званичницима Југославије и Србије и увела ембарго на увоз нафте.
- 2003 — На заседању Комисије Уједињених нација за људска права озваничен крај мандата специјалног изасланика за људска права у Србији и Црној Гори.
- 2005 — Сирија је под међународним притиском повукла последњу групу од некадашњих 14.000 војника стационираних у Либану, окончавши тако 29-годишње уплитање у унутрашње прилике у тој земљи.

## Рођења
- 1564 — Вилијам Шекспир, енглески песник и драматург. (прем. 1616)
- 1798 — Ежен Делакроа, француски сликар. (прем. 1863)[1]
- 1879 — Овен Виланс Ричардсон, британски физичар, добитник Нобелове награде за физику (1959). (прем. 1959)
- 1889 — Лудвиг Витгенштајн, аустријско-енглески филозоф. (прем. 1951)
- 1897 — Даглас Серк, немачко-амерички редитељ. (прем. 1987)
- 1898 — Висенте Александре, шпански песник, добитник Нобелове награде за књижевност (1977). (прем. 1984)
- 1900 — Чарлс Рихтер, амерички сеизмолог и физичар, познат по томе што је изумео Рихтерову скалу. (прем. 1985)
- 1909 — Анђа Ранковић, учесница Народноослободилачке борбе и народни херој Југославије. (прем. 1942)
- 1910 — Меша Селимовић, југословенски писац. (прем. 1982)
- 1933 — Арно Пензијас, амерички физичар и радио-астроном, добитник Нобелове награде за физику (1978). (прем. 1959)
- 1935 — Лола Новаковић, српска певачица. (прем. 2016)
- 1941 — Клодин Оже, француска глумица (прем. 2019)
- 1949 — Слободан Симоновић, српски инжењер грађевинства и академик, инострани члан састава Српске академије наука и уметности.[2]
- 1953 — Владо Калембер, хрватски музичар.
- 1958 — Шериф Коњевић, босанскохерцеговачки певач.
- 1962 — Војка Ћордић-Чавајда, српска глумица. (прем. 2005)
- 1963 — Џет Ли, кинески глумац.
- 1965 — Душанка Стојановић, српска глумица.
- 1970 — Меланија Трамп, америчко-словеначка дизајнерка накита и модел.
- 1978 — Стана Катик, канадска глумица српског порекла.
- 1978 — Дејан Матић, српски певач, брат близанац Саше Матића.
- 1978 — Саша Матић, српски певач, брат близанац Дејана Матића.
- 1980 — Џордана Брустер, амерички глумица и модел.
- 1985 — Џон Изнер, амерички тенисер.
- 1995 — Ђорђе Симеуновић, српски кошаркаш.
- 1996 — Теа Таировић, српска певачица.
- 2001 — Софија Перић, српска певачица.

## Смрти
- 1717 — Семјуел Белами звани Црни Сем, један од најпознатијих гусара Златног доба гусарства
- 1865 — Џон Вилкс Бут, амерички глумац, атентатор на Абрахама Линколна (рођ. 1838)
- 1904 — Димитрије Нешић, српски математичар, професор Велике школе и председник Српске краљевске академије (рођ. 1836)
- 1931 — Милорад Гавриловић, српски глумац и редитељ
- 1940 — Карл Бош, немачки хемичар (рођ. 1874)
- 1984 — Вилијам Каунт Бејзи, амерички џез-музичар и вођа оркестра
- 2005 — Марија Шел, аустријска филмска, позоришна и ТВ глумица. (рођ. 1926)
- 2018 — Борислав Радовић, југословенски и српски песник, есејиста и преводилац (рођ. 1935)

## Празници и дани сећања
- Међународни празници
  - Светски дан интелектуалне својине
- Српска православна црква слави:
  - Свештеномученика Артемона
  - Светог мученика Крискента
  - Свету мученицу Томаиду
- Дани јоргована, манифестација у Краљеву